# Serpentari de Sulawesi
El serpentari de Sulawesi (Spilornis rufipectus) és una espècie d'ocell de la família dels accipítrids (Accipitridae). Habita els boscos de Sulawesi i altres illes properes. El seu estat de conservació es considera de risc mínim.